# 굴피나무
굴피나무(학명: Platycarya strobilacea)는 낙엽이 지는 작은 활엽교목으로서, 높이 3m, 지름 10cm 정도이다. 잎은 깃꼴겹잎을 이루며, 2개의 작은포엽이 남아 있다가 자라면 날개가 된다. 주로 산기슭이나 골짜기에서 자라는데, 경기도 이남에 널리 분포되어 있다. 열매는 견과이며 이삭이 되어 길게 늘어진다. 5월경에 꽃이 피는데, 수꽃이삭은 지난해 가지 끝의 잎겨드랑이 부분에서, 암꽃이삭은 새로 나온 가지 끝에서 길게 늘어진다. 열매·뿌리는 약용으로 쓰이며, 결실기는 9~10월이다.

## 참고 문헌
- 이 문서에는 다음커뮤니케이션(현 카카오)에서 GFDL 또는 CC-SA 라이선스로 배포한 글로벌 세계대백과사전의 내용을 기초로 작성된 글이 포함되어 있습니다.